# Dung chen
Dung chen er et blæseinstrument formet som en lang trompet. Instrumentet bruges i Tibetanske buddhistiske ceremonier, men har også en historisk funktion som kommunikationsmiddel over lange afstande. En Dung chen minder af udseende om et Alpehorn. Dens længde varierer fra ca. 1 meter til ca. 4,5 meter. Mundstykket er tuba- lignende. Det er det hyppigst anvendte tibetanske musikinstrument, og det anvendes ofte i en duo, men kan også spilles af flere. Lyden beskrives som lig en elefants trompeteren. ;" Det er en lang, dyb klagende lyd med en kraftig efterklang, der på en og samme gang tager dig med ud bag de højeste toppe i Himalayas bjerge og tilbage i din moders skød."

## Eksterne links
- Wikimedia Commons har flere filer relateret til Dung chen
- Movie about making Tibetan Dungchen in Nepal Arkiveret 17. marts 2012 hos  Wayback Machine
- Scientific Movie on the sound characteristics, history and notation of the Dungchen Arkiveret 8. juli 2015 hos  Wayback Machine